# George McGovern
George Stanley McGovern (Avon, 19 juli 1922 – Sioux Falls, 21 oktober 2012) was een Amerikaanse politicus van de Democratische Partij. Hij was senator voor South Dakota van 1963 tot 1981.
McGovern werd in 1956 gekozen in het Huis van Afgevaardigden. In 1960 probeerde hij tot senator te worden verkozen, maar faalde daarin. In 1962 lukte het hem wel. Hij werd herkozen in 1968 en 1974.
In 1972 was hij de Democratische kandidaat voor het presidentschap. Hij werd verpletterend verslagen door Richard Nixon. Later bleek dat naaste medewerkers van Nixon hadden ingebroken in het Watergate-gebouw om daar afluisterapparatuur te plaatsen. In dat gebouw was het Democratische hoofdkwartier gevestigd. McGovern had de verkiezingen dus mede verloren door 'dirty tricks', waarvoor Nixon in 1974 dan ook moest aftreden. Een andere reden voor zijn nederlaag was dat McGovern een 'liberal' was, de Amerikaanse benaming voor een progressief politicus. Zijn ideeën waren te links voor de Amerikaanse middenklasse die traditioneel bepaalt wie de verkiezingen wint.
Nadat McGovern in 1980 vertrok uit de Senaat bekleedde hij verschillende functies bij de VN.

## Levensloop

### Vroege jaren
McGoverns was de zoon van een dominee. Hij was de tweede in een gezin van kinderen. Van zijn derde tot zijn zesde woonde het gezin in het Canadese Calgary, voordat ze weer terug verhuisde naar South Dakota. Na de middelbare school ging hij studeren aan de Dakota Wesleyan University. 

### Bommenwerperpiloot in de Tweede Wereldoorlog
Na de Japanse aanval op Pearl Harbor meldde McGovern zich aan als vrijwilliger bij de United States Air Force. Kort daarvoor had hij zijn vliegbrevet al gehaald via het Civilian Pilot Training Program. McGovern werd opgeleid als piloot van de bommenwerper B-24 Liberator. Hij werd in september 1945 gestationeerd in het Italiaanse Cerignola. Hij vloog missies op Noord-Italië, Duitsland, Hongarije, het geannexeerde Oostenrijk, Polen en Tsjecho-Slowakije. In december 1944 maakte hij een noodlanding op het Joegoslavische eiland Vis, waarvoor hij later het Distinguished Flying Cross ontving. Net toen zijn verplichte 35 missies boven vijandelijk gebied er op zaten was de oorlog in Europa voorbij. McGoverns oorlogservaringen dienden als basis voor het boek De bommenwerpers van Stephen Ambrose.

### Terug in Amerika: academicus en beginnend politicus
McGovern keerde na de oorlog terug naar zijn vroegere universiteit waar hij in 1946 een Bachelor of Arts magna cum laude haalde. Hij besloot vervolgens theologie te studeren aan het Garrett Theological Seminary in Illinois, geïnspireerd door Walter Rauschenbusch en het Social Gospel. Na een jaar vertrok hij alweer en vervolgde zijn studie aan de Northwestern University, waar hij in 1949 zijn Master of Arts behaalde. In 1953 promoveerde hij met een dissertatie met als titel The Colorado Coal Strike 1913-1914. Intussen had hij ook een aanstelling gekregen aan de Dakota Wesleyan University waar hij geschiedenis en politicologie doceerde.
Van huis was hij Republikein, maar hij was opgeschoven naar links. Bij de presidentsverkiezingen van 1948 steunde hij voormalig vicepresident Henry Wallace die namens de Progressieve Partij kandidaat stond. In 1952 werd hij geraakt door een toespraak van de Democratische presidentskandidaat Adlai Stevenson. Hij voerde campagne voor hem en noemde zelfs zijn enige zoon naar Stevenson. Begin 1953 verliet hij de universiteit en werd uitvoerend secretaris voor de Democratische Partij in South Dakota. De partij had op dat moment slechts 2 zetels in het staatsparlement. Dankzij McGoverns opbouwwerk groeide de partij in 1954 met 25 zetels.

### Huis van Afgevaardigden
McGovern stelde zich in 1956 verkiesbaar voor het Huis van Afgevaardigden, waarin hij het opnam tegen de zittende Republikeinse afgevaardigde Harold Lovre. Lovre had last van de ontevredenheid over het landbouwbeleid van zijn partijgenoot president Dwight D. Eisenhower en verloor daardoor de verkiezingen.
In het Huis van Afgevaardigden wierp McGovern op als pleitbezorger voor de landbouw. Hij pleitte voor hogere grondstofprijzen, graanopslagprogramma's, prijsondersteuning en importcontroles op rundvlees. Op internationaal gebied maakte hij zich hard voor een goede voedselvoorziening voor iedereen.
McGovern deed in 1960 een gooi naar de Senaat. Zijn tegenstander was de zittende senator Karl Mundt. Tijdens de ze verkiezingen had McGovern last van de Rooms-katholieke achtergrond van John F. Kennedy. Dat viel niet goed in de meest protestantse staat van de Verenigde Staten.

### Directeur bij Food for Peace

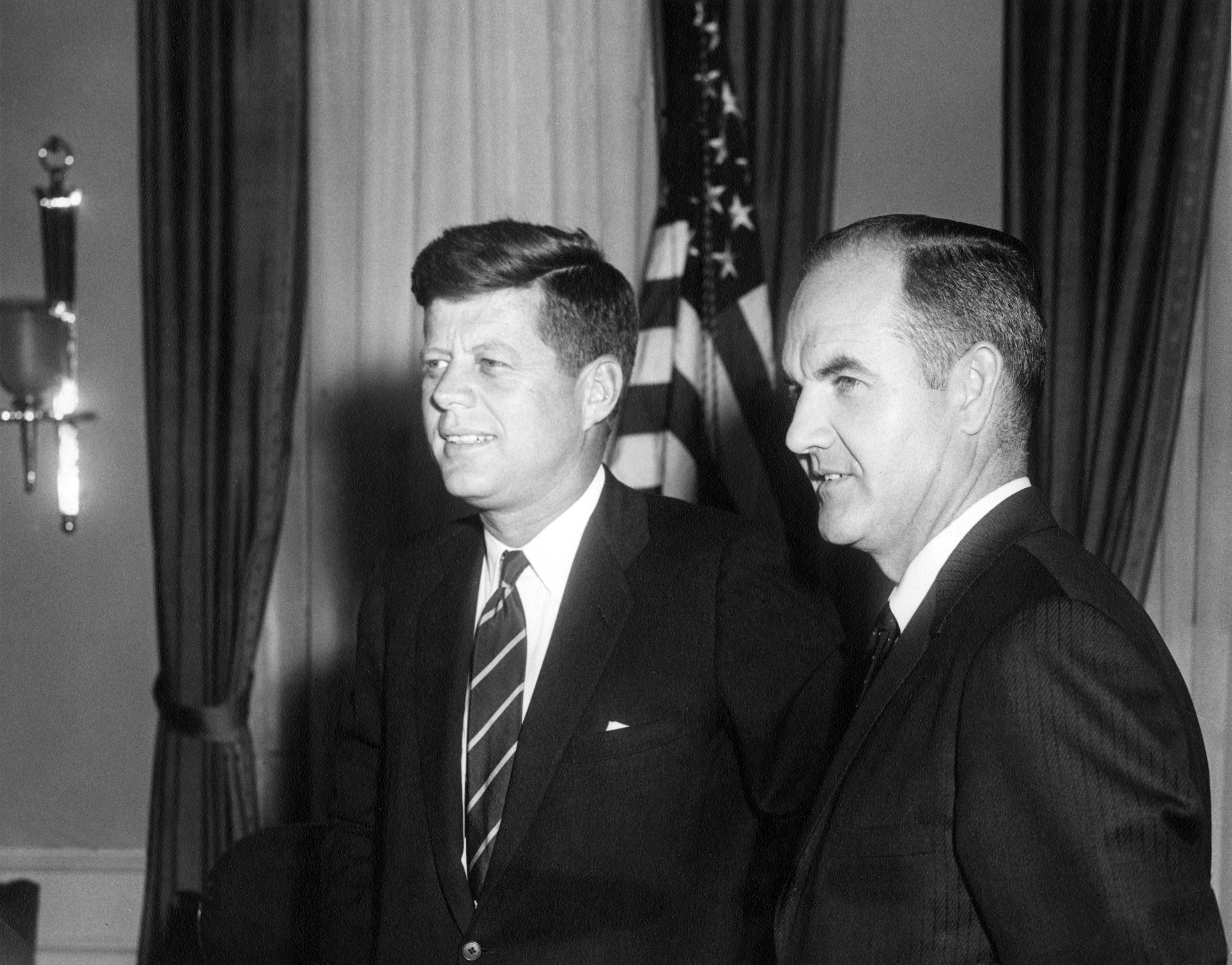
McGovern als directeur van Food for Peace samen met president John F. Kennedy in 1961.

McGovern verliet begin 1961 het Huis van Afgevaardigden toen zijn termijn afliep. Hij werd door de nieuwe president John F. Kennedy aangesteld als de eerste directeur van het voedselhulpprogramma Food for Peace. Eerder in het Huis had McGovern zelf gepleit voor het in het leven roepen van een dergelijke organisatie. Door het geven van voedselhulp wilde de Amerikaanse regering met het programma economische ontwikkelingen doorvoeren in het buitenland. Bij de Verenigde Naties stond McGovern aan de basis van het Wereldvoedselprogramma.

### Senator

#### Eerste termijn
McGovern stelde zich in 1962 opnieuw verkiesbaar voor de Senaat. Hij legde daarom zijn werk als directeur van Food for Peace in juli van dat jaar neer. Aanvankelijk zou McGovern het opnemen tegen de zittende senator van Republikeinse huize Francis Case, maar deze overleed in juni 1962. Zijn vervanger was voormalig luitenant-gouverneur Joseph Bottum die als Case tijdelijke vervanger werd benoemd. Tijdens de verkiezingscampagne stond vooral het beleid van president Kennedy ter discussie. McGovern deed het goed onder boeren en diegenen die zich zorgen maakten om het massale vertrek van jonge mensen uit South Dakota. 
De laatste weken voor de verkiezingen had McGovern last van geelzucht, waardoor hij niet volop campagne kon voeren. Zijn vrouw Eleanor toonde zich een waardig vervanger. McGovern won de verkiezingen met 597 stemmen verschil en was daarmee pas de derde gekozen Democraat sinds de vorming van de staat South Dakota.
Als senator maakte hij zich deels hard voor dezelfde zaken als toen hij Afgevaardigde was: de belangen van de Amerikaanse boeren en het stimuleren van economische hervormingen in het buitenland door middel van voedselhulp. Een andere belangrijk thema werd zijn antimilitarisme. Hij probeerde voortdurend het defensiebudget te verkleinen. In 1963 was hij de eerste senator die zich uitsprak tegen de groeiende Amerikaanse militaire betrokkenheid in Vietnam. Tegelijkertijd stemde hij in augustus 1964 wel voor de Tonkin-resolutie, waardoor president Lyndon B. Johnson de bevoegdheid kreeg op militair op te treden in Zuidoost-Azië zonder een formele oorlogsverklaring van het Congres. McGovern  voelde zich onder druk gezet door senator William Fulbright om zich achter president Johnson te scharen. Een dag later uitte hij al zijn twijfels. Het zou de stemming zijn waar McGovern later in zijn leven met de meeste spijt op terug keek. In de jaren daarna groeide McGovern uit tot een van de felste politieke tegenstanders van de Vietnamoorlog

#### Presidentskandidaat in 1968
De activist Allard Lowenstein lanceerde in augustus 1967 de Dump Johnson movement. De groep zocht iemand die het bij de Democratische voorverkiezingen in aanloop naar de presidentsverkiezingen wilde opnemen tegen president Johnson. Hun eerste keuze Robert F. Kennedy bedankte voor de eer. In september 1967 werd McGovern benaderd. Hij weigerde omdat hij vreesde voor zijn kansen voor herverkiezing in de Senaat. Een maand later werd senator Eugene McCarthy overgehaald om het tegen Johnson op te nemen.
Robert Kennedy stelde zich halverwege maart 1968 alsnog kandidaat. President Johnson trok zich aan het einde van de maand totaal onverwachts terug uit de race, terwijl vicepresident Hubert Humphrey zich juist in de strijd wierp. McGoverns voorkeur ging uit naar Kennedy, maar McCarthy en Humphrey kwamen beide uit de buurstaat Minnesota, waardoor hij openlijk geen partij koos. Na de moord op Robert F. Kennedy nam de druk op McGovern om zich kandidaat te stellen toe. McCarthy was weliswaar een tegenstander van de Vietnamoorlog, maar riep weinig enthousiasme op, terwijl Humphrey te veel geassocieerd werd met het beleid van president Johnson.
Als eerste zocht McGovern toenadering tot Edward Kennedy om er zeker van te zijn dat deze zijn broer Robert niet als kandidaat zou vervangen. Dat bleek niet zo te zijn. Een andere complicerende factor was de arrestatie van McGoverns dochter Teresa in juli. Zij had marihuana in haar bezit en moest vrezen voor een gevangenisstraf van minstens vijf jaar. De aanklacht tegen haar verviel echter vanwege een ongeldig doorzoekingsbewijs. 
McGovern stelde zich op 10 augustus kandidaat, twee weken voor de Democratische conventie in Chicago. Zijn aankondiging kwam veel te laat. Vicepresident Humprey had zich al verzekerd van de steun van de meerderheid van de partij en haalde een meerderheid bij de eerste stemronde. McGovern schaarde zich vervolgens achter Humphrey, wat hem veel kritiek uit de antioorlogsbeweging binnen zijn partij opleverde. Humphrey legde het uiteindelijk af tegen Richard Nixon, terwijl McGovern relatief eenvoudig werd herkozen in de Senaat door voormalig gouverneur van South Dakota Archie Gubbrud te verslaan.

#### Tweede termijn als senator
Na Democratische Conventie in 1968 werd er een commissie aangesteld die het nominatieproces onder de loep nam. McGovern was daarvan de voorzitter. De invloed van partijprominenten- en officals werd aanzienlijk teruggebracht. In plaats daarvan werden de uitkomst van voorverkiezingen en caucussen belangrijker. Ook kwamen er quota's voor minderheden als vrouwen, zwarten en jongeren wat betreft het aantal gedelegeerden naar een conventie. Het aantal voorverkiezingen nam hierdoor in aantal fors toe en de dynamiek van het presidentiële nominatieproces veranderde drastisch en voorgoed.
McGoverns belangrijkste speerpunt in zijn tweede termijn bleef het beëindigen van de oorlog in Vietnam. Hij sprak in oktober 1969 op een grote antioorlogsdemonstratie in Boston waar honderdduizend mensen op af kwamen. Samen met de Republikeinse senator Mark Hatfield diende hij een amendement op de begroting in waardoor de financiering voor de Amerikaanse troepen in Vietnam tegen het einde van 1970 zou worden stopgezet. Er werd maanden gediscussieerd over het amendement. Op meer senatoren over de streep te trekken verlengde McGovern de termijn van terugtrekking naar eind 1971. In september 1970 werd het amendement afgewezen met 55 tegen 39 stemmen. 
Tijdens het debat maakte McGovern zware verwijten aan zijn collega-senatoren. Hij zei: "Elke senator in deze Kamer is deels verantwoordelijk voor het naar het graf sturen van vijftigduizend jonge Amerikanen. Deze kamer ruikt naar bloed. Elke senator is deels verantwoordelijk voor de menselijke wrakken in Walter Reed en Bethesda Naval en overal in het land - jonge mensen zonder benen, of armen, of genitaliën, of hoop". Deze persoonlijke verwijten werden hem door verschillende tegenstanders zeer kwalijk genomen. Een jaar later werd een soortgelijk amendement ingediend. McGovern had zijn naam als indiener verwijderd om eventuele twijfelaars over te halen toch voor te stemmen. Hoewel een meerderheid van het publiek voor was, werd het amendement alsnog verworpen.

#### Presidentskandidaat in 1972

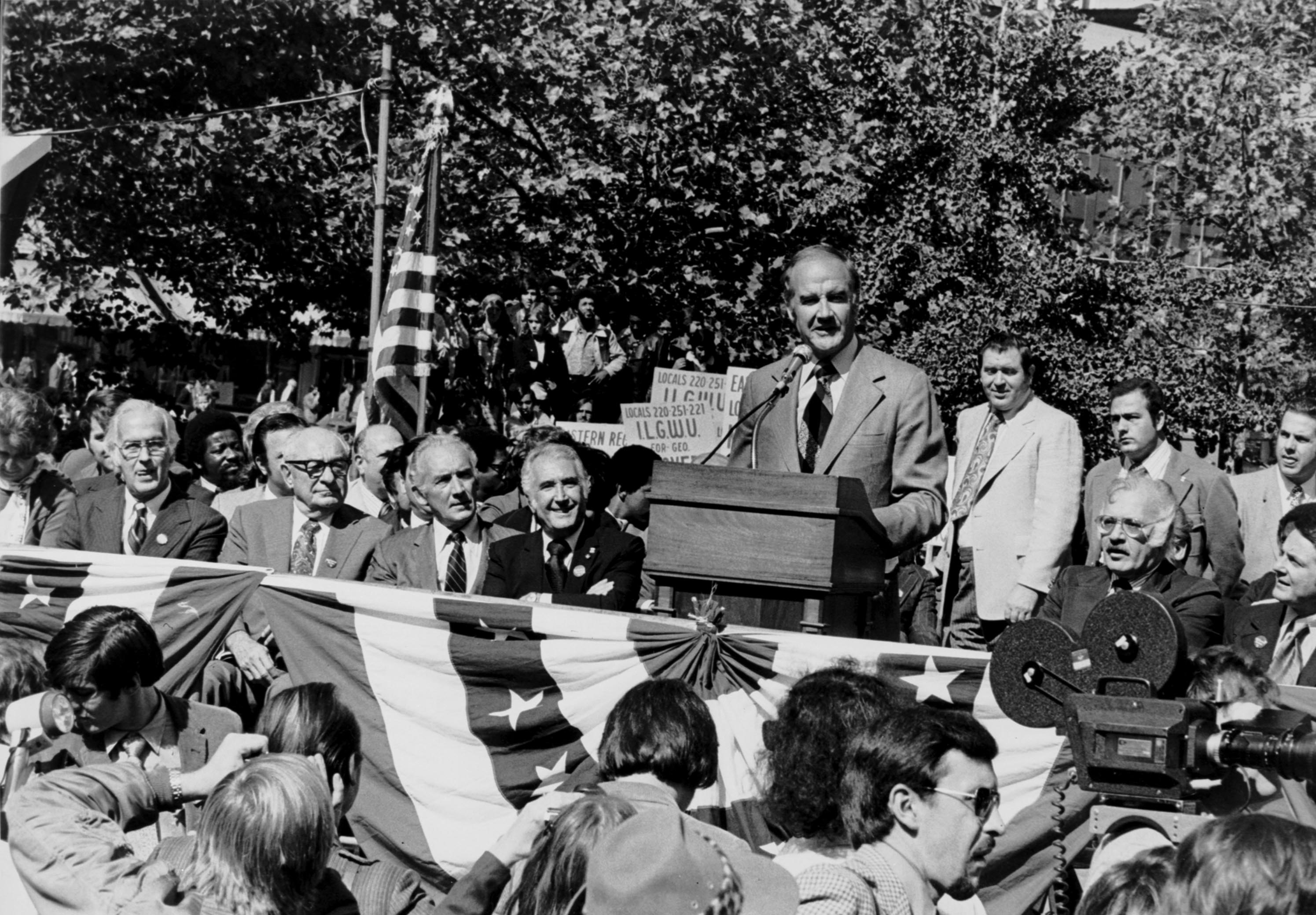
McGovern tijdens zijn campagne in 1972

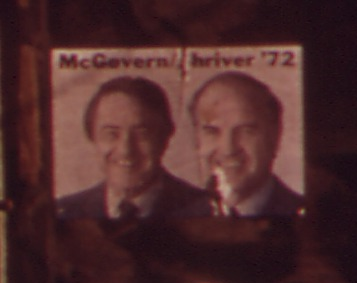
Verkiezingsaffiche

McGovern kondigde in januari 1971 zijn kandidatuur voor het presidentschap aan. Dit was vroeg, maar op deze manier hoopte hij een voorsprong op te bouwen op andere kandidaten. Koploper Edmund Muskie had last van een slechte campagneorganisatie en was het slachtoffer van een van president Nixons "dirty tricks". De voorverkiezingen in New Hampshire en Illinois won Muskie nog, maar hij deed het wel veel slechter dan verwacht waardoor de financiering en steun opdroogde. De voorverkiezingen werden uitgevochten tussen McGovern en voormalig vicepresident Hubert Humphrey. McGovern won de voorverkiezingen in Californië en New York. Hij verzekerde daarmee de nominatie omdat in beide staten alle gedelegeerden naar de winnaar gaan. McGovern was door Humphrey weggezet als veel te radicaal. Hij zou voor "amnestie, abortus en LSD ("amnesty, abortion and acid") zijn. Gedurende de rest van de campagne bleef McGovern last hebben van dit label.
Veel zuidelijke Democraten zagen McGovern absoluut niet zitten als presidentskandidaat. Tijdens de Democratische Conventie in Miami boden zij felle tegenstand. Er werd veel gediscussieerd. Zo probeerden McGoverns tegenstanders de regel aan te vechten die bepaalde dat in Californië alle gedelegeerden naar de winnaar gingen. Tevergeefs, maar het kostte wel veel tijd, waardoor de Conventie rommelig verliep.
Het tijdgebrek zorgde ook voor een slordig nominatieproces voor McGoverns running mate. Zijn eerste keuze Ted Kennedy bedankte, evenals een aantal anderen. Daardoor viel de keuze op senator Thomas Eagleton. Op de laatste avond van de conventie was er opnieuw veel vertraging vanwege discussies over verschillende procedurele zaken, zoals een nieuw partijhandvest. Daardoor kon McGovern zijn nominatiespeech pas om drie uur in de nacht houden. Normaal hadden zeventig miljoen mensen gekeken, nu waren het er slechts 15 miljoen.
Twee weken na de conventie kwam naar buiten dat Eagleton in de jaren zestig verschillende keren elektroshocktherapie had ondergaan vanwege een zenuwinzinking en depressie. Hij was gediagnosticeerd als bipolair. McGovern schaarde zich aanvankelijk "voor duizend procent" achter Eagleton, ook omdat hij parallellen zag met zijn eigen dochter Terry die ook te kampen had met mentale problemen. In de dagen daarna uitte steeds meer mensen hun zorgen en werd het een belangrijk thema in de media. McGovern besloot, na gesprekken met artsen, toch op zoek te gaan naar een nieuwe vicepresidentskandidaat. Vijf prominente Democraten bedankten voor de eer, te weten (opnieuw) Ted Kennedy, Abraham Ribicoff, Hubert Humphrey, Reuben Askew en Edward Muskie. Sargent Shriver nam het aanbod wel aan. Shriver was ambassadeur naar Frankrijk en, wat misschien nog wel belangrijker was, de schoonbroer van John F. Kennedy. Het gevolg van de hele affaire was wel dat McGovern het beeld van zichzelf opriep als een opportunist en iemand die moeilijk een besluit kon nemen. Dat beeld was catastrofaal voor zijn campagne.
President Nixon voerde bijna geen campagne. Hij kon nog teren op het succes van zijn bezoek aan China en zijn zomerbezoek aan de Sovjet-Unie, waar hij sprak over het stoppen van de wapenwedloop. McGovern worstelde zich daarentegen door de campagne. Hij had moeite steunbetuigingen van prominente Democraten, zoals voormalig president Johnson en Richard Daley, de burgemeester van Chicago, binnen te krijgen. Andere Democraten, zoals de gouverneur van Texas John Connally, spraken juist hun steun uit voor Nixon. De grootste vakbondsfederatie AFL-CIO bleef voor het eerst neutraal, terwijl zij in het verleden zich altijd achter de Democratische presidentskandidaat had geschaard. Nixons budget was qua omvang twee maal zo groot als dat van McGovern.
President Nixon wilde dat overheidsdocumentatie zou worden gebruikt om belastende informatie over McGovern te achterhalen. Er werd ook gekeken of het mogelijk was om McGoverns hoofdkwartier af te luisteren. Daar werd van afgezien. In plaats daarvan werd uitgeweken naar het Watergatecomplex, waar de Democratische Partij haar hoofdkwartier had. De inbrekers werden bij de tweede inbraak aangehouden. Dit was de inleiding van het Watergateschandaal, waardoor president Nixon besloot af te treden. De mannen werden al in juni 1972 aangehouden, maar dit zou nog geen rol spelen tijdens de campagne aangezien op dat moment de rol van het Witte Huis nog niet bekend was.
McGovern en Shriver haalden slechts 37 procent van de stemmen, tegenover 61 procent voor Nixon. Dit was het op een na grootste verlies in de Amerikaanse geschiedenis. McGovern verkreeg 16 kiesmannen. Hij won slechts in Massachusetts en het District of Columbia.

#### Derde en laatste termijn als senator
McGovern was verbitterd over zijn nederlaag. Hij overwoog in eerste instantie naar Engeland te emigreren. Hij had grote moeite met Nixons gratieverlening door diens opvolger Gerald Ford. McGovern noemde het moeilijk te begrijpen aangezien verschillende van Nixons ondergeschikten wel naar de gevangenis gingen.
De senator uit South Dakota begon al in mei 1973 campagne te voeren om zijn herverkiezing anderhalf jaar later veilig te stellen. In de jaren daarvoor had hij de belangen van zijn thuisstaat in de ogen van velen verwaarloosd. Zijn Republikeinse opponent Leo Thorsness had zes jaar als krijgsgevangene in Vietnam doorgebracht. Hij verweet McGovern de vijand gesteund te hebben, waardoor zijn periode in gevangenschap langer had geduurd. McGovern reactie was dat wanneer er geen oorlog was, er ook geen krijgsgevangenen zouden zijn. Het belangrijkste verkiezingsthema was echter de positie van boeren. McGovern had het voordeel dat de Democraten de publieke opinie mee hadden als gevolg van het Watergateschandaal. Mede daardoor won hij de verkiezingen met 53 procent van de stemmen.
McGovern overwoog zich in 1976 wederom verkiesbaar te stellen voor het presidentschap, maar zijn verlies vier jaar eerder was voor veel Democraten een traumatische ervaring geweest. Niemand zag het daarom echt zitten. McGovern voelde zich niet thuis bij de Democratische kandidaat Jimmy Carter en stemde in het geheim voor Ford. 
In zijn derde termijn werd het nationale voedingsbeleid een belangrijk speerpunt. McGovern zat achter een overheidsrapport waarin geadviseerd werd dat Amerikanen minder vetten, cholesterol en bepaalde suikers moesten eten, en juist meer koolhydraten en vezels. De aanbevelingen konden rekenen op instemming van gezondheidsexperts, maar waren juist controversieel bij de vlees- en zuivelindustrie. Met betrekking tot Vietnam had McGovern altijd gepleit voor terugtrekking van Amerikaanse troepen. Tijdens Cambodjaanse genocide door de Rode Khmer in 1979 pleitte hij juist voor het sturen van een internationale vredesmacht.
Tijdens de Senaatsverkiezingen van 1980 was McGovern als liberaal senator een van doelwitten van de National Conservative Political Action Committee. Zij wilde voorkomen dat hij voor de vierde maal gekozen werd. In advertenties legde de groep vooral de nadruk op McGoverns pro-abortus standpunten. Hij nam het op tegen de Republikeinse afgevaardigde James Abdnor. Deze verweet McGovern dat hij het contact met zijn thuisstaat had verloren. In het kielzog van de Republikeinse presidentskandidaat Ronald Reagan profiteerden veel partijgenoten, waaronder Abdnor. Hij won de verkiezingen met 58 procent van de stemmen tegenover 39 procent voor McGovern.

### Latere jaren

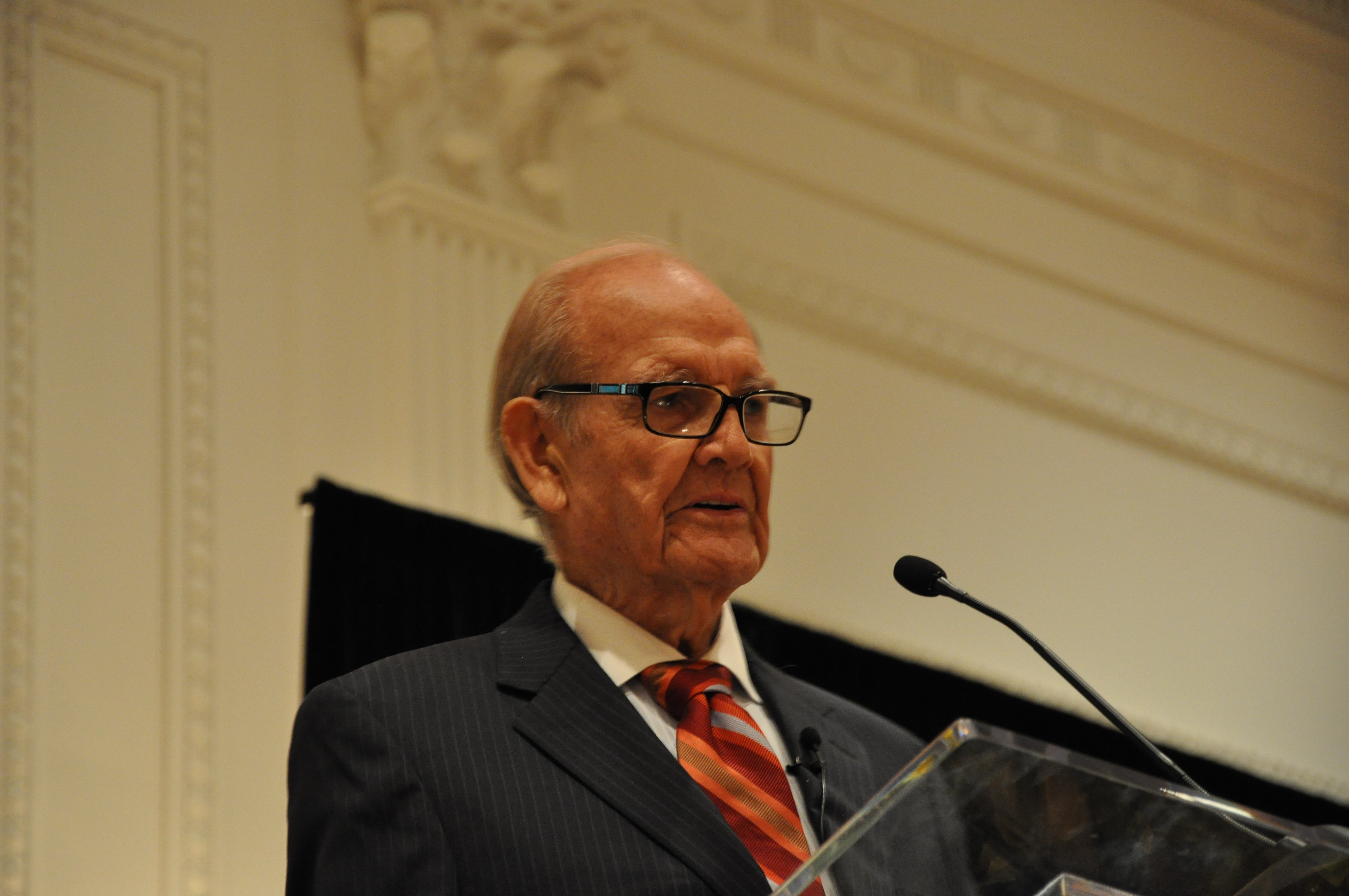
McGovern in 2009

Na zijn vertrek uit de Senaat bleef McGovern politiek actief. Hij begon zijn eigen organisatie: Americans for Common Sense. Daarmee wilde hij tegenwicht bieden tegen de Moral Majority van Jerry Falwell en andere religieus-rechtse groepen. Na de tussentijdse verkiezingen in 1982 stopte hij daarmee omdat hij nog eenmaal een gooi wilde doen naar het het presidentschap.
McGovern wist in aanloop naar de presidentsverkiezingen van 1984 dat hij weinig kans maakte. Vrienden vreesden een nieuwe vernedering. Andere kandidaten zagen hem niet als een bedreiging waardoor ze hem niet aanvielen. Door veel verslaggevers werd McGovern omschreven als "het geweten" van de Democratische Partij. Tijdens de eerste voorverkiezing in Iowa verraste hij met een derde plek, maar in New Hampshire werd hij slechts vijfde. Na de voorverkiezingen in Massachusetts waar hij derde werd besloot hij zijn campagne stil te leggen. Hij sprak later zijn steun uit voor voormalig vicepresident Walter Mondale. Vier jaar later overwoog hij zich wederom verkiesbaar te stellen, maar het bleef ditmaal slechts een overweging.
Na zijn vertrek uit de Senaat verdiende McGovern veel geld met het geven van lezingen. Ook gaf hij les. Zo verving een jaar de historicus Stephen Ambrose aan de Universiteit van New Orleans. Met het verdiende geld kocht McGovern een hotel in Stratford, Connecticut. Twee jaar later ging het hotel failliet. McGovern weet het faillissement aan de economische recessie die Amerika begin jaren negentig trof, maar ook aan de strenge regelgeving van de verschillende overheden.
McGoverns dochter Teresa was december 1994 het slachtoffer van een sneeuwverschuiving. Zij overleed aan onderkoeling. Na massale persaandacht maakte McGovern bekend dat zijn dochter jarenlang had geleden aan alcoholisme. In 1996 verscheen een boek over haar leven. De opbrengsten gingen naar een speciaal fonds voor mensen die te kampen hadden met een alcoholverslaving.
President Bill Clinton benoemde McGovern in april als Amerikaans ambassadeur naar de Voedsel- en Landbouworganisatie van de Verenigde Naties. Zijn standplaats werd Rome. Hij pleitte voor de invoering van (meer) schoollunches in arme landen om zo de hongersterfte terug te dringen. In augustus 2000 ontving hij van Clinton de Presidential Medal of Freedom. Een jaar eerder was hij al onderscheiden met de Four Freedoms Award voor vrijwaring van gebrek. In 2001 vroeg de nieuwe president George W. Bush of McGovern zijn termijn tot september 2001 vol wilde maken. Na zijn vertrek werd hij door de VN aangesteld als ambassadeur in de strijd tegen wereldhonger. Hij bleef tot aan zijn dood actief.
Van de hand van Stephen Ambrose verscheen in 2001 het boek The Wild Blue, in het Nederlands verschenen als De bomenwerpers. Deze bestseller was gecentreerd rondom McGoverns activiteit als B24-piloot. Het was de eerste maal dat het grote publiek kennis maakte met zijn oorlogsverleden. In het openbaar had de oud-senator zich daar tot dan toe weinig over uitgelaten.
In zijn latere jaren bleef McGovern niet weg uit het politieke debat. Hij sprak zich meerdere keren uit tegen de Irakoorlog en trok de vergelijking met Vietnam. Tijdens de presidentsverkiezingen van 2004 sprak hij zijn steun uit voor Wesley Clark. In 2008 verscheen er nog een boek over Abraham Lincoln van de hand van McGovern.
De George and Eleanor McGovern Library and Center voor Leadership and Public Service aan de Dakota Wesleyan University zag in oktober 2006 het levenslicht in aanwezigheid van voormalig president Clinton. Eleanor McGovern leed aan hartproblemen en was op dat moment al te zwak om de opening bij te wonen. Zij overleed in januari 2007. Haar man volgde haar een kleine zes jaar later. Op zijn begrafenis sprak vicepresident Joe Biden.
- Bibsys: 98009311
- Bibliothèque nationale de France: cb14446917w (data)
- CiNii: DA05317183
- Gemeinsame Normdatei: 118781014
- International Standard Name Identifier: 0000 0001 2283 3239
- Library of Congress Control Number: n80039703
- National Archives and Records Administration: 10580251
- Bibliotheek van het Japanse parlement: 00621107
- Nationale Bibliotheek van Tsjechië: jx20070125004
- Nationale Bibliotheek van Israël: 987007265116305171
- Nationale Bibliotheek van Polen: a0000002530937
- Nederlandse Thesaurus van Auteursnamen: 227501713
- SNAC: w6039fz6
- Système universitaire de documentation: 079547060
- Semantic Scholar: 116290528
- Union List of Artist Names: 500475823
- Biographical Directory of the United States Congress: M000452
- Virtual International Authority File: 98045655
- WorldCat: E39PBJrKVwwkcgyCvWKkV4ycfq